# Alexander Puzrin

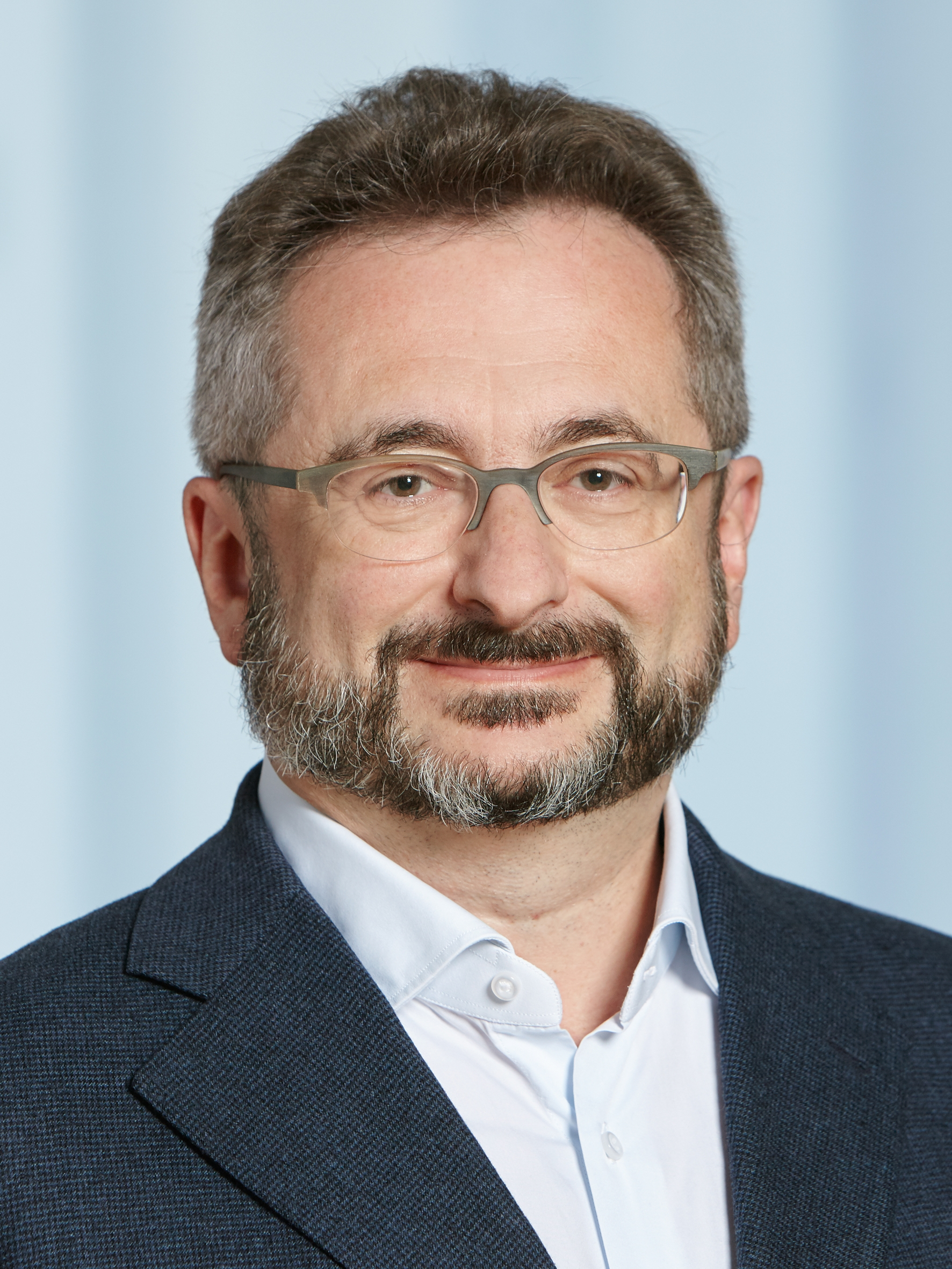
Alexander M. Puzrin (2020)

Alexander M. Puzrin (* 24. Juli 1965 in Moskau, UdSSR) ist ein Schweizer Professor für Geotechnik an der ETH Zürich, wo er auf dem Gebiet der Geomechanik arbeitet.

## Leben
Alexander Puzrin studierte 1982 bis 1987 konstruktiven Ingenieurbau am Moskauer Institute of Civil Engineers und 1990 Angewandte Mathematik an der Staatlichen Universität Moskau. Er promovierte im Jahr 1997 am Israel Institute of Technology (Technion) in Geotechnik. Nach Forschungsaufenthalten am Imperial College London, der Universität Oxford und der Universität Tokio kehrte er als Dozent ans Technion zurück und wurde 2001 zum Associate Professor befördert. 2002 wurde er als Associate Professor ans Georgia Institute of Technology (USA) berufen. Seit August 2004 ist er ordentlicher Professor für Geotechnik am Institut für Geotechnik der ETH Zürich.
Alexander Puzrin beschäftigt sich mit Werkstoffmodellen für Geomaterialien und der Analyse von progressivem und katastrophalem Versagen von Böden, mit Anwendungen im Gebiet der subaerischen Kriechhänge und tsunamigener untermeerischer Erdrutsche, mit der Entwicklung von neuen Sensortechnologien für die geotechnische Überwachung sowie mit Methoden zur chemischen und biologischen Bodenverbesserung. 
Parallel zu seiner akademischen Tätigkeit war Puzrin als Experte und Berater an geotechnischen Grossprojekten in Russland, Israel, der Schweiz, Mexiko, Großbritannien, Aserbaidschan und in den USA beteiligt. Er ist einer der Mitbegründer des ETH-Spin-off-Unternehmens Marmota Engineering AG, welches High-Tech-Dienstleistungen für industrielle Anwendungen im Bereich der geotechnischen Überwachung mittels optischer Fasern anbietet.

## Auszeichnungen und Ehrungen
Puzrins Arbeiten wurden von der britischen Institution of Civil Engineers 2004 und 2013 jeweils mit einer Geotechnical Research Medals ausgezeichnet und zudem 2013 mit der George Stephenson Medal, 2018 mit dem David Hislop Award, 2022 mit einem Overseas Prize (Mokshagundam Visvesvaraya Award) und 2023 mit dem Environmental Geotechnics Award. 2019 erhielt er die Geomaterials Research Medal der Alliance of Laboratories in Europe for Education, Research and Technology (ALERT).
Ausserdem wurde Puzrin zum Herausgeber der internationalen Fachzeitschrift Géotechnique für die Jahre 2012–2015 gewählt. Seit 2014 ist er ein Fellow der Institution of Civil Engineers. 2009 und 2013 wurde er mit dem ETH Zürich Excellence in Teaching Award ausgezeichnet. Im Jahr 2025 wurde er zum Präsidenten von Geotechnik Schweiz (schweizerische geotechnische Gesellschaft) gewählt.
Er gewann 2001 den „Technion Excellence in Teaching Award“ und 2003 den „Outstanding Faculty Support Award“ der American Society of Civil Engineers; in den Jahren 2009 und 2013 war er ein Preisträger des Lehrpreises „Goldene Eule“ der ETH Zürich.
Puzrin entwickelte auch ein originelles passives geothermisches Luftkühlungssystem für den Pavillon des Königreichs Bahrain auf der Architekturbiennale Venedig 2025, das mit dem Goldenen Löwen für die beste nationale Beteiligung ausgezeichnet wurde.